# Aupark Tower
Aupark Tower – wieżowiec w Bratysławie w dzielnicy Petržalka, będący częścią kompleksu handlowo-rozrywkowego Aupark. Został wybudowany przez spółkę HB Reavis Group. Jego budowa rozpoczęła się w 2006 roku, w pełni zakończona została zaś pod koniec 2007 roku. Znajdują się tam pomieszczenia biurowe do wynajęcia.
Jest to 22-kondygnacyjny budynek o schodkowej bryle, wysokości 96 metrów. Inwestycja wywołała liczne kontrowersje. Przeciwnicy argumentowali, iż ze względu na bezpośrednie sąsiedztwo Nowego Mostu źle wpłynie ona na walory krajobrazowe. Z tego powodu postulowano m.in., aby liczbę kondygnacji zredukować do 15. Spółce HB Reavis Group oferowano w ramach kompromisu atrakcyjny teren nad Dunajem pomiędzy Starym Mostem a Mostem Apollo za dogodną cenę, jednak i to nie doszło do skutku, gdyż uznano iż takie rozwiązanie byłoby niekorzystne dla miasta.
Mają tam biura ESET, MBank, operatory telekomunikacyjne Telefónica O2 Slovakia i GTS Nextra, oraz inne przedsiębiorstwa.

## Galeria

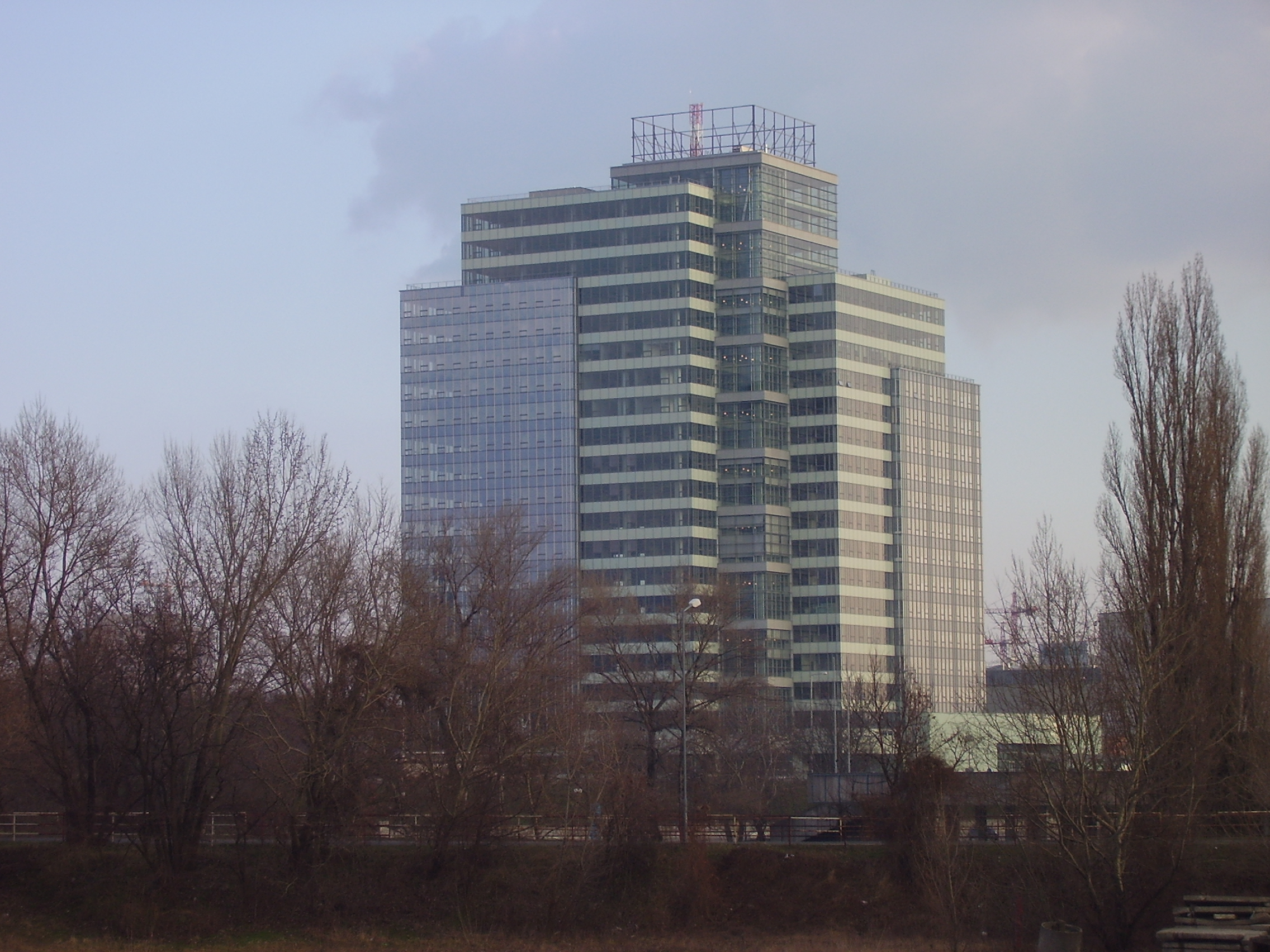
Aupark Tower po zakończeniu budowy w roku 2008
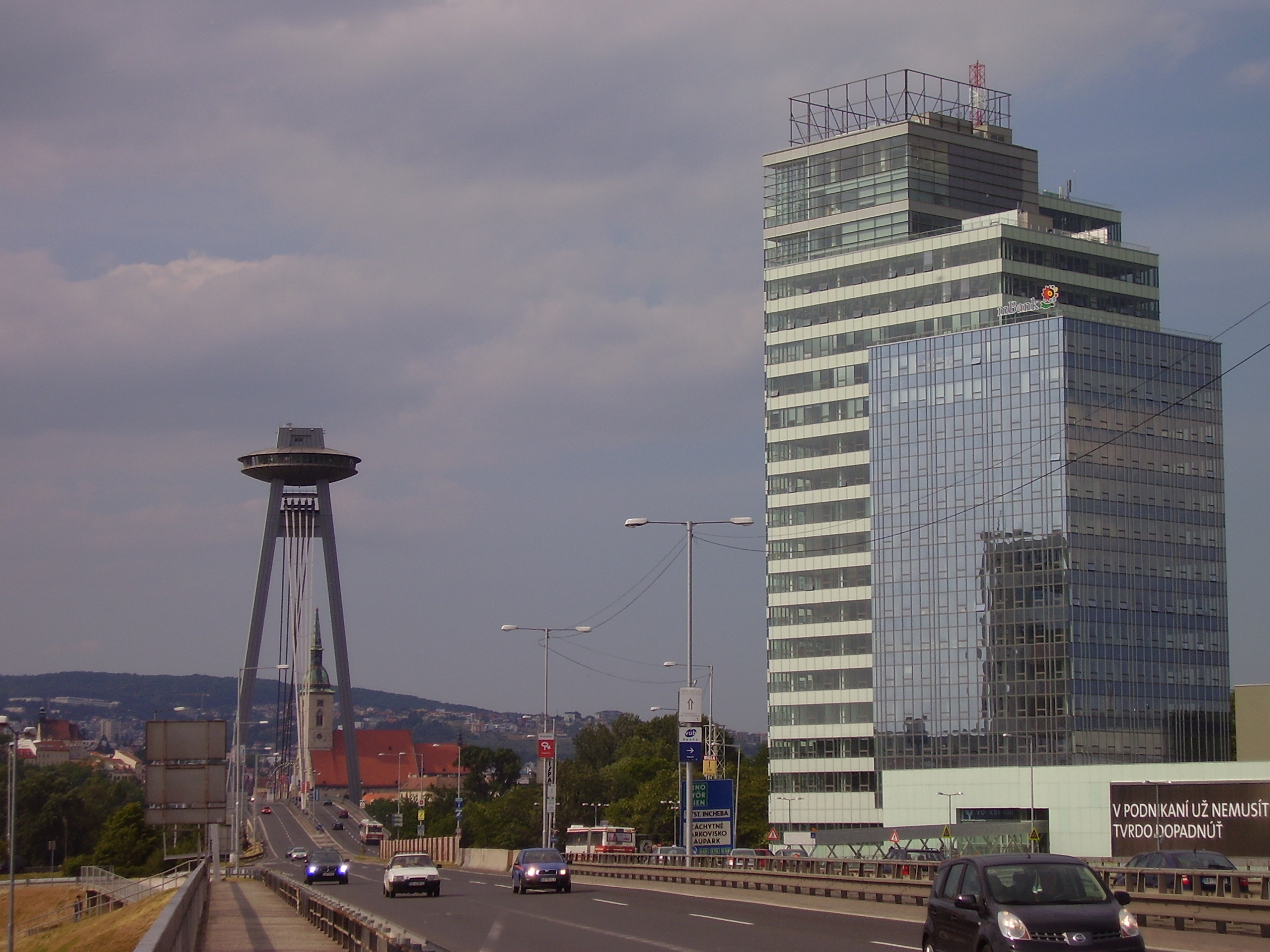
Aupark Tower i Nowy Most, w tle katedra
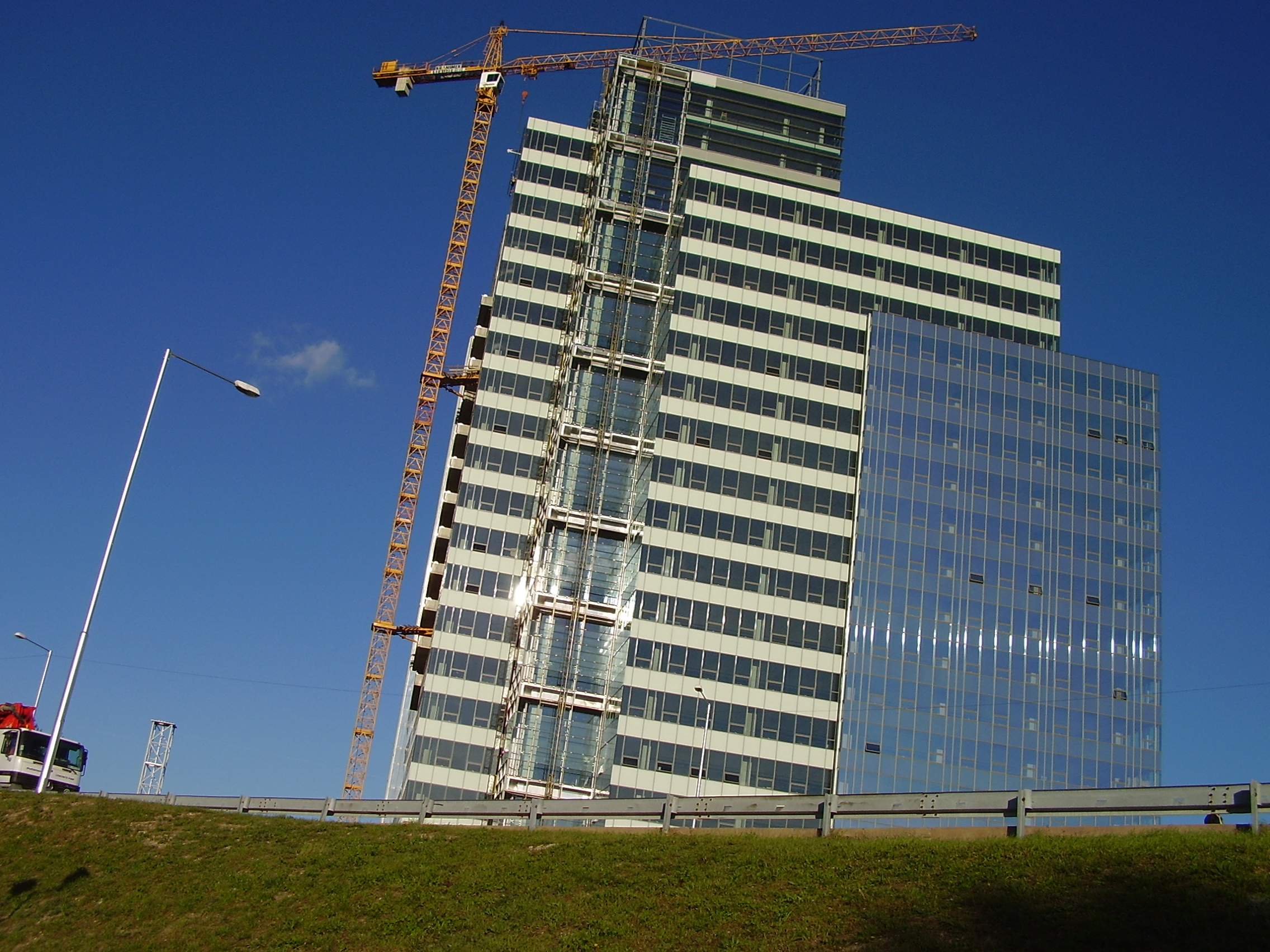
Aupark Tower krótko przed zakończeniem budowy w październiku 2007
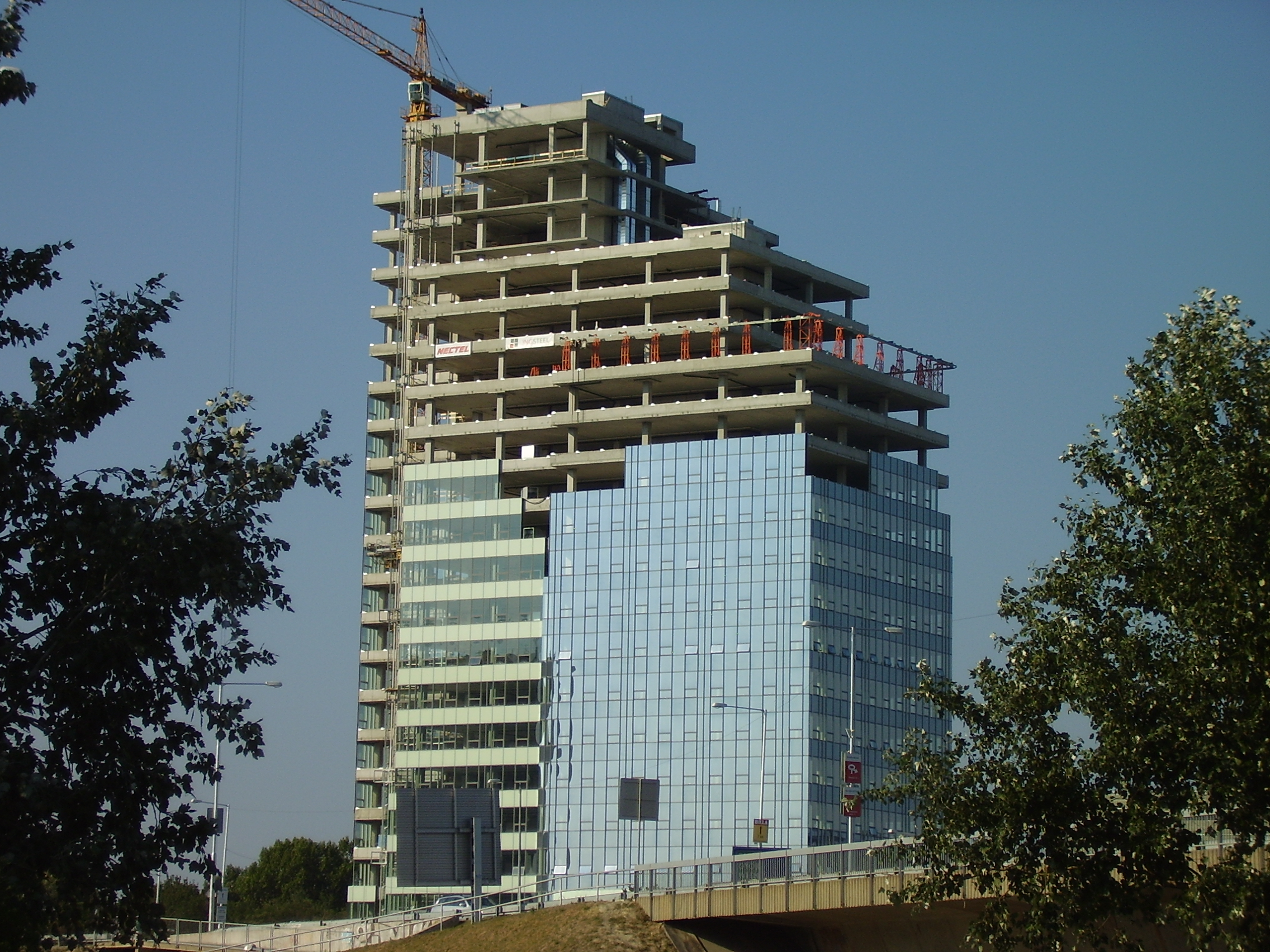
Aupark Tower, 21 lipca 2007
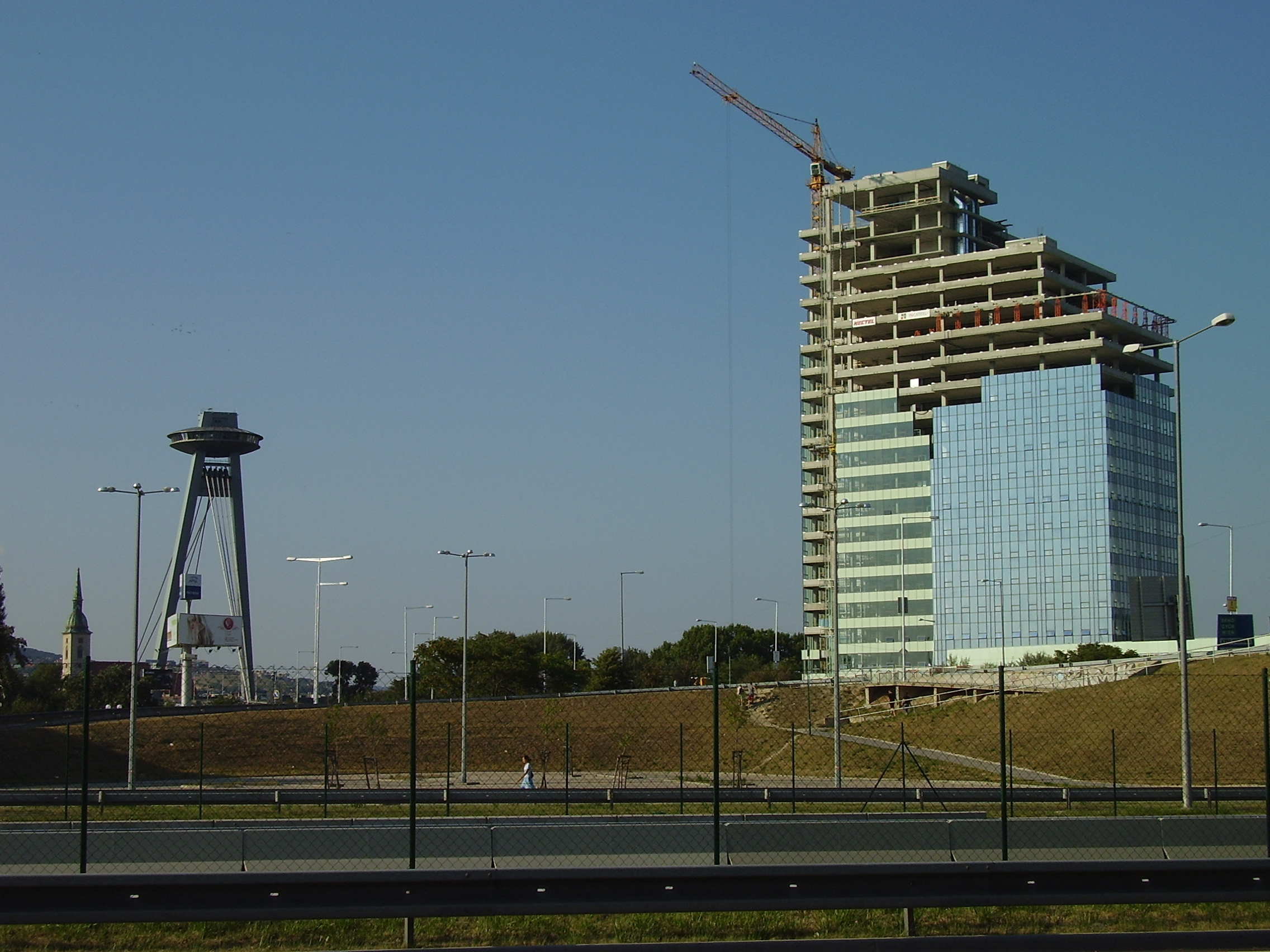
Pylon Nowego Mostu i Aupark Tower
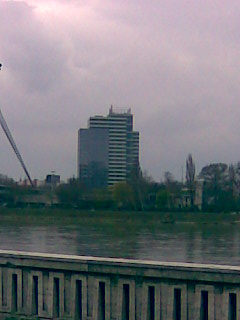
Aupark Tower